# Holger Böhme (Basketballspieler)
Holger Böhme (* 21. Februar 1959) ist ein ehemaliger deutscher Basketballspieler.

## Leben
Böhme spielte Fußball, ehe er zum Basketball kam. Mit der HSG TU Magdeburg gewann er 1988 den DDR-Meistertitel und beendete auf diese Weise mit seiner Mannschaft die Siegesserie der BSG AdW Berlin. 1989 wurde er mit Magdeburg abermals Meister. 1990/91 nahm er mit Magdeburg am Europapokal Korac-Cup teil, dort schied man nach deutlichen Niederlagen gegen KK Olimpija Ljubljana aus. Böhme kam in der ersten Partie gegen Ljubljana auf sieben Punkte, im Rückspiel war er mit 16 Punkten bester Magdeburger Korbschütze.
Im Altherrenbereich nahm Böhme mit der Mannschaft des 1. Magdeburger BC an Deutschen Meisterschaften teil.